# Samuel Frederick Edwards
Sir Samuel Frederick Edwards (Swansea, 1º febbraio 1928 – Cambridge, 7 maggio 2015) è stato un fisico gallese.
Studiò alla Swansea Grammar School, Galles; al Gonville e Caius College, Università di Cambridge, Inghilterra; all'Università di Harvard, USA. Fece la sua tesi sulla struttura dell'elettrone sotto la supervisione di Julian Schwinger, e successivamente elaborò la forma integrale della teoria dei campi. I suoi primi lavori sulla materia condensata iniziarono nel 1958 con un articolo che dimostrava la possibilità di descrivere le proprietà statistiche dei sistemi disordinati tramite i diagrammi di Feynman ed il metodo degli integrali sui cammini utilizzato nella teoria quantistica dei campi. Nei successivi 35 anni di carriera il professor Edwards passò ad occuparsi di sistemi complessi come polimeri, gel, colloidi e vetri di spin. In particolare, in collaborazione con Masao Doi elaborò una teoria sulle proprietà reologiche delle soluzioni polimeriche, nota appunto come teoria di Doi-Edwards. I due scrissero anche un libro molto noto sull'argomento.
Nel 1966 diventò membro della Royal Society per gli istituti di fisica, chimica e matematica, e negli anni fu nominato membro straniero dell'accademia delle scienze russa, francese e statunitense.

## Premi e riconoscimenti[4]
- Medaglia Maxwell dell'IoP nel 1974;
- Medaglia Davy della Royal Society nel 1984;
- Medaglia Boltzmann nel 1995;
- Medaglia Royal nel 2001;
- Medaglia Dirac dell'ICTP nel 2005.

In suo onore l'Institute of Physics ha istituito la Medaglia Sam Edwards, per premiare i migliori contributi alla fisica della materia soffice.